# Страсть и верность
«Страсть и ве́рность» (фр. Le Fidèle) — совместный фильм Бельгии, Нидерландов и Франции 2017 года, поставленный режиссером Михаэлем Г. Роскамом. 
Мировая премьера фильма состоялась 7 сентября 2017 на Международном кинофестивале в Торонто. Он также участвовал во внеконкурсной программе 74-го Венецианского международного кинофестиваля и был выдвинут от Бельгии на соискание премии «Оскар» 2018 года в категория «Лучший фильм на иностранном языке».

## Сюжет
Джино по кличке Джиджи — брутальный гангстер брюссельской банды, Биби — дерзкая профессиональная гонщица из высшего мира. Они встретились на одной из гоночных трасс и полюбили друг друга с первого взгляда. Джиджи ежедневно рискует своей жизнью и жизнями других людей, чтобы незаконно заработать деньги, а Бенедикт, она же Биби, использует свой талант, чтобы всегда побеждать. Джиджи готов бросить все ради этой девушки, ведь она стоит всех богатств на свете. Влюбленные должны пройти множество препятствий, изгибов судьбы, ссор, секретов и еще непонятно чего, чтобы быть по-настоящему счастливыми. Криминальная жизнь парня явно не станет положительно влиять на его любовь.

## В ролях
| Актёр               | Роль                     |
| ------------------- | ------------------------ |
| Маттиас Схунартс    | Джино «Джиджи» Ваноирбек |
| Адель Экзаркопулос  | Бенедикта «Биби» Делани  |
| Димитрий Лубри      | Матон                    |
| Шарли Пастелеурс    | комиссар Кур             |
| Сэм Лаувейк         |                          |
| Стефаан Деган       |                          |
| Гюрай Налбант       |                          |
| Игорь ван Дессель   |                          |
| Натали Ван Тонгелен | Сандра                   |

## Критика
Фильм получил смешанные отзывы кинокритиков. На сайте Rotten Tomatoes фильм имеет рейтинг 33 % на основе 48 рецензий со средним баллом 5,21 из 10. На сайте Metacritic фильм имеет оценку 50 из 100 на основе 17 рецензий критиков, что соответствует статусу «смешанные или средние отзывы».